# Stamnodes fulgurata
Stamnodes fulgurata är en fjärilsart som beskrevs av Pieter Cornelius Tobias Snellen 1874. Stamnodes fulgurata ingår i släktet Stamnodes och familjen mätare. Inga underarter finns listade i Catalogue of Life.